# 前进街道 (牡丹江市)
前进街道，是中华人民共和国黑龙江省牡丹江市阳明区下辖的一个乡镇级行政单位。

## 行政区划
前进街道下辖以下地区：
机车东社区、莲花社区、恒丰社区、机车西社区、二纺社区、华兴社区和研究所社区。